# Kabelnetzbetreiber
Kabelnetzbetreiber sind Unternehmen, die ein Breitbandkabelnetz zur Verteilung von Fernseh- und Hörfunkprogrammen betreiben.
Sowohl Kabel- als auch Satellitenanbieter fallen unter den Begriff des Kabelnetzbetreibers.
Typischerweise ist der Betreiber der Netzebenen 2, 3 und zum Teil auch 4 für das Kabelfernsehen, Kabelradio und Satellitenfernsehen gemeint.
Angesichts der Technik-Konvergenz treten die Kabelnetzbetreiber zunehmend auch als Anbieter für Kabelinternet und Kabeltelefonie auf (Provider von Mehrwertdiensten).

## Übersicht der Kabelnetzbetreiber

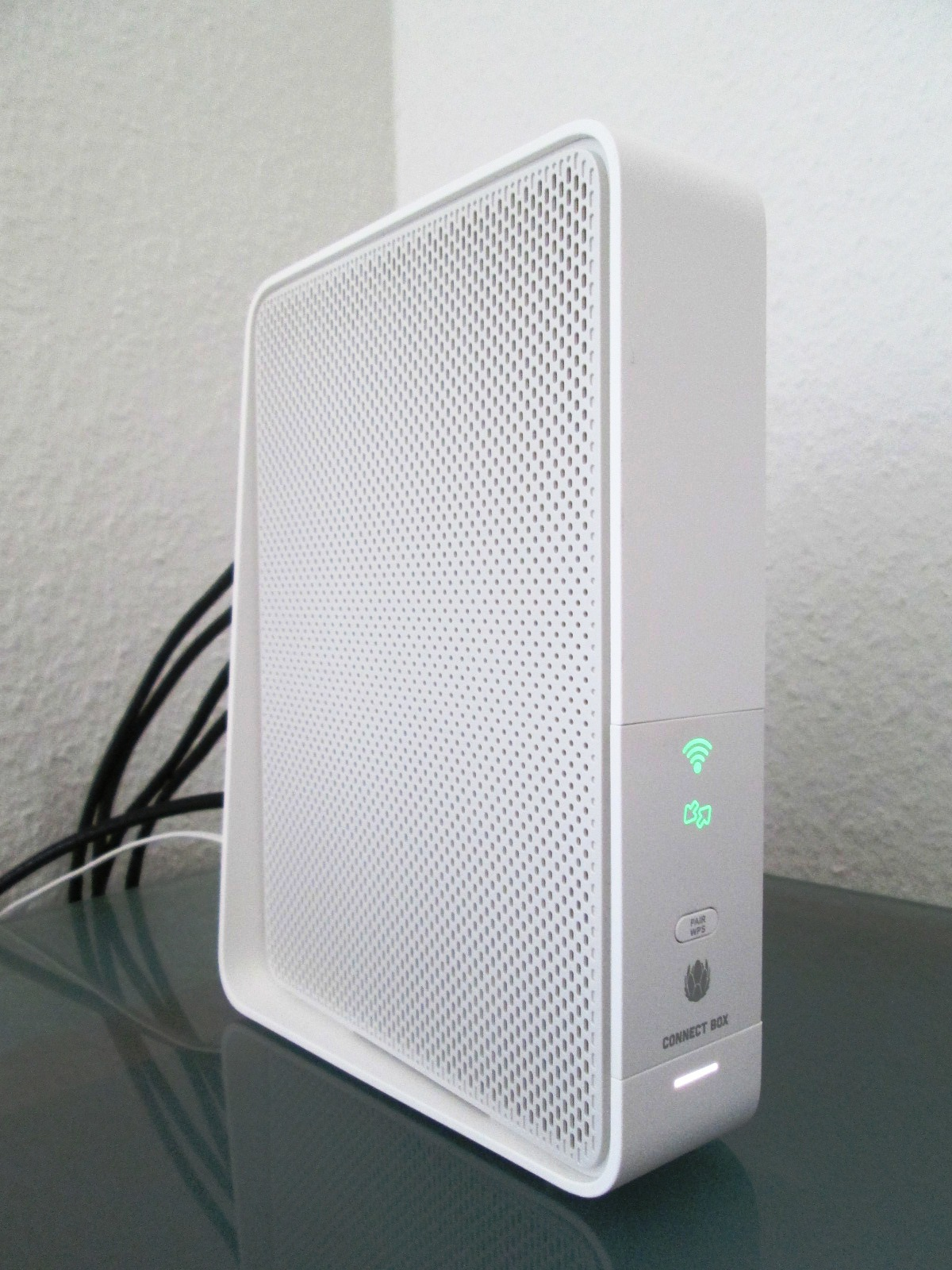
Compal CH7465LG (eazy)

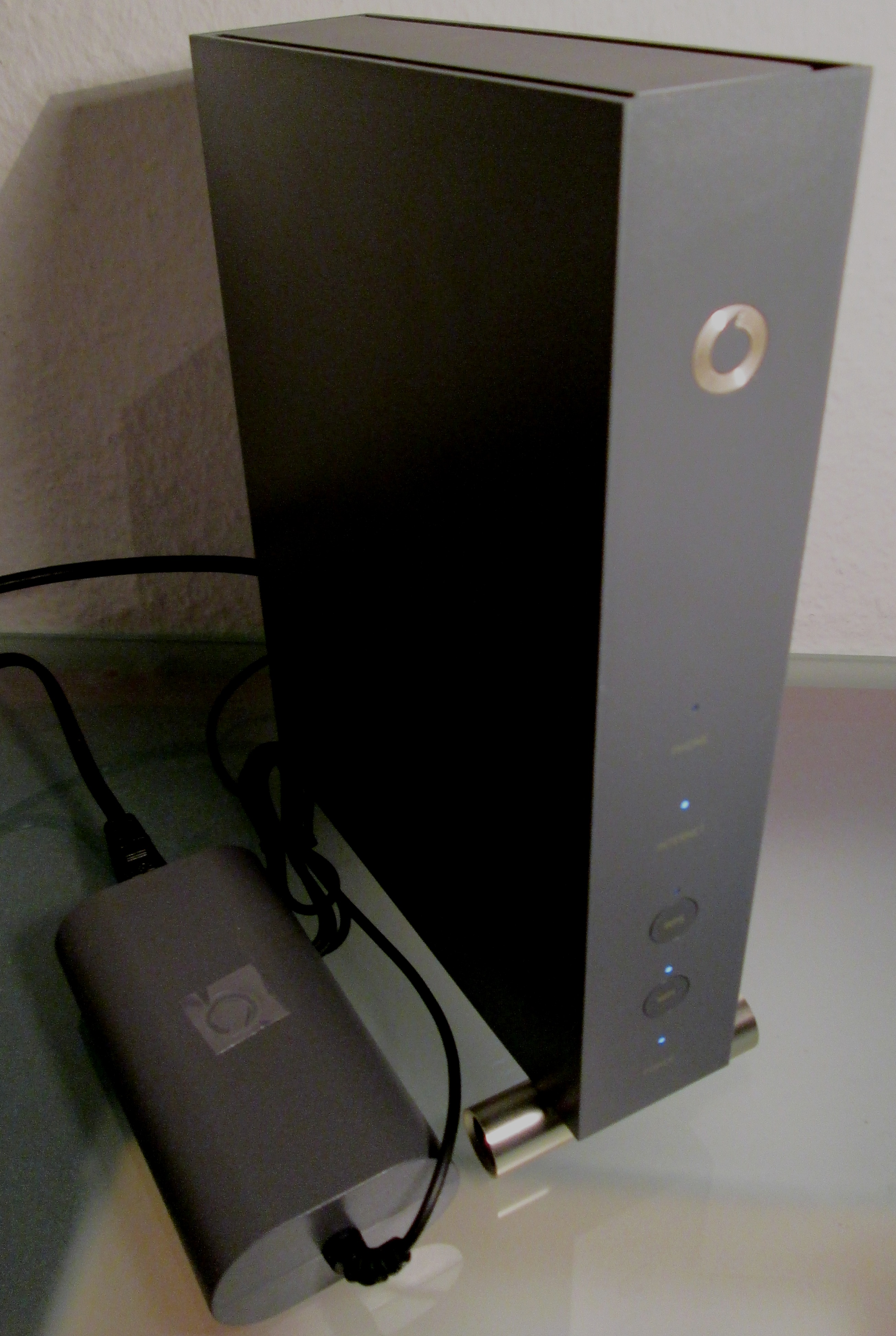
Arris TG3442DE (Vodafone)

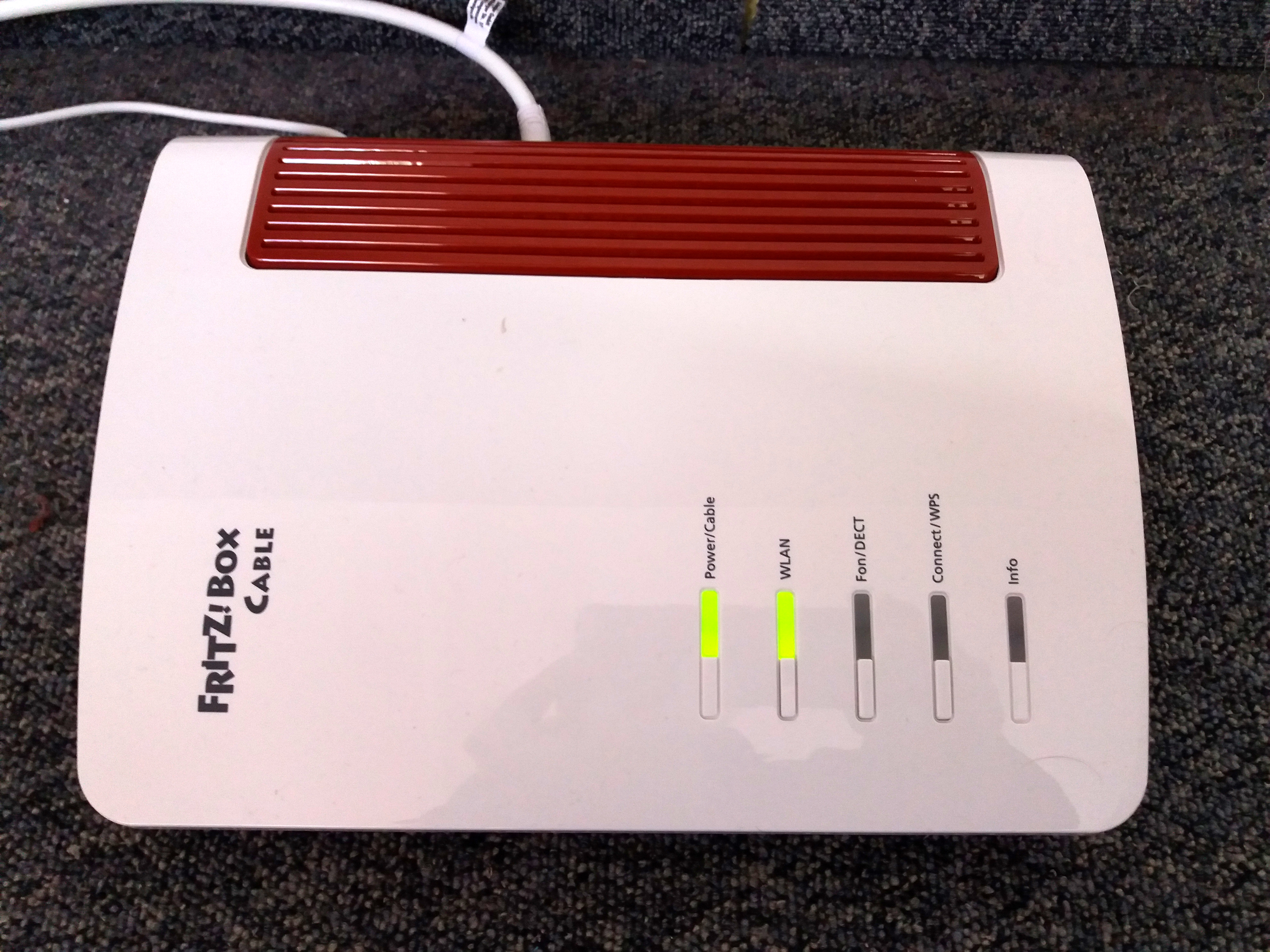
Fritzbox 6660 Cable (Telefonica)

### Deutschland

#### Betreiber des ursprünglich ab Anfang der 1980er Jahre von der Deutschen Bundespost bzw. später der Deutschen Telekom AG aufgebauten Kabelfernsehnetzes
Hauptbetreiber der Netzebene 2 und Netzebene 3 sowie weitere überregional bedeutende Kabelnetzbetreiber (nach Größe der jeweiligen Netze sortiert):
- Vodafone GmbH (Durch die Aktienmehrheit an Kabel Deutschland (2015) und den Aufkauf von Unitymedia (2019)[2] in allen Bundesländern aktiv)
- Tele Columbus AG mit ihrer Endkundenmarke Pÿur, welche die ehemals eigenständigen Kabelnetzbetreiber und Marken der Primacom/Deutsche Telekabel (bundesweit mit Schwerpunkt in Berlin, Brandenburg, Thüringen, Sachsen, Sachsen-Anhalt, Mecklenburg-Vorpommern, Hamburg, Nordrhein-Westfalen und Hessen aktiv) sowie der Pepcom-Gruppe[3][4] (Holding der Lokalanbieter KMS (München), FAKS (Frankfurt (Oder)), TKN (Hennigsdorf), KW (Wittenberge), KRR (Rheinruhr), KCR (Nierstein), KKG (Güstrow), REKA (Kamenz), KNS (Bad Salzungen, Walldorf, Meiningen), NEFtv (Nürnberg, Erlangen, Fürth), HL komm (Leipzig)) umfasst

1997 hatte die damalige Monopolkommission mitgeteilt, der damalige Netzbetreiber Deutsche Telekom müsse sein Kabelfernsehnetz verkaufen, und die EU-Kommission untersagte 1998 die Bildung einer Medienplattform der deutschen Anbieter Deutsche Telekom, Bertelsmann und der Kirch-Gruppe.
Ab 2003 führte dies zu mehr Wettbewerb. Es wurden u. a. iesy (1999) in Hessen, Kabel Baden-Württemberg (2000) in Baden-Württemberg und ish (2001) in Nordrhein-Westfalen (die später in Unity Media aufgingen) sowie Kabel Deutschland (2003) gegründet.
2011 wurde Kabel BW (ursprünglich Kabel Baden-Württemberg) von Liberty Global übernommen und mit Unitymedia zu Unitymedia KabelBW zum 1. Juli 2012 fusioniert.
Im September 2013 erreichte Vodafone eine Aktienmehrheit von 75 Prozent an dem deutschen Unternehmen Kabel Deutschland. Seit dem 2. September 2015 ist nun die Vodafone Kabel Deutschland GmbH für die Kabel-Festnetz- und Kabel-TV-Angebote verantwortlich.
Am 9. Mai 2018 wurde bekannt, dass die britische Vodafone Group  Unitymedia kauft. Mit der Fusion von Vodafone Kabel Deutschland und Unitymedia entstand eine Monopolstellung im deutschen Kabelfernsehmarkt. Die EU-Wettbewerbsbehörden erteilten ihre Zustimmung. Zum Monatsende Juli 2019 ist die Unitymedia GmbH eine 100%ige Tochtergesellschaft von Vodafone.
Mit der Übernahme von Unitymedia musste sich Vodafone zu einer Öffnung des Kabelfernsehnetzes verpflichten. Telefónica Germany bot ab 2021 neben Vodafone und eazy  auch Produkte über das Kabelfernsehnetz an, wobei man die Fritzbox 6660 Cable zur Verfügung stellt. Eazy ist die Billigmarke von Unitymedia und wurde von Vodafone mit übernommen, wobei eazy weiterhin und ausschließlich die Connect-Box anbietet. Vodafone verwendet u. a. die Vodafone-Station.
Im Telekommunikationsgesetz (TKG) vom 01.12.21 schaffte die Große Koalition  das Nebenkostenprivileg ab. Die Kabelgebühren dürfen ab Juli 2024 nicht mehr in die Mietnebenkosten umgelegt werden. Vorteil der Neuregelung für die Mieter ist, dass man nur noch für Leistungen zahlen muss, welche man nutzen möchte. Ein Nachteil ist, dass die Kabelfernsehnutzer mit höheren Gebühren rechnen müssen, da die günstigen langfristigen Verträge über die Vermieter verschwinden werden. Auch steht dann die Einführung einer Grundverschlüsselung im Raum, da die Kabelnetzbetreiber Maßnahmen gegen Schwarzseher einführen werden, da die Gebäudeverkabelung oft als Baumnetz ausgeführt ist.

#### Unabhängige, regionale Kabelnetzbetreiber in privater und kommunaler Hand
Die folgenden Anbieter (alphabetische Sortierung) sind mit unterschiedlichen Schwerpunkten auf den Netzebenen 2 bis 4 aktiv:
- ABM Communication GmbH (Baden-Württemberg)
- Antel GmbH (Großraum München und Baden-Württemberg)
- Antennentechnik Weser-Ems GmbH (Oldenburg, Weser-Ems Gebiet)
- Antennenbau Muth (Halle/Saale)
- BIG Medienversorgung (Bundesweiter, unabhängiger Kabelnetzbetreiber)
- Buchholz digital (Buchholz in der Nordheide)
- C. Anders Media GmbH / Christoph Anders Elektrotechnik (Berlin-Kreuzberg & Berlin-Mitte)[14]
- dastcom cable GmbH (Erlangen)
- Deutsche Glasfaser (Bundesweiter Netzbetreiber)
- Deutsche Telekom (Kabel) z. B. in Wohnanlagen der Vonovia
- DMEG Medien- & Energiegesellschaft (Bundesweiter Kabelnetzbetreiber)
- DOKOM21 (Dortmund, Essen)
- Ell-tel (Ellerau)
- EWE TEL Telekommunikationsanbieter, der auch Kabelfernsehen (u. a. Telta) vermarktet (Niedersachsen, Bremen, Brandenburg; ist eine 100-prozentige Tochter der EWE AG)
- GWHtel (Halstenbek)
- Helinet Telekommunikation GmbH & Co. KG (Hellweg-Lippe-Region)
- HSE Medianet (lokaler Anbieter im Odenwald)
- htp (Tochter der EWE und der Stadtwerke Hannover; im Raum Hannover)
- Kabelcom Rheinhessen (regionaler Anbieter im Gebiet Rheinhessen)
- Kabel + SAT Bergen GmbH (regionaler Netzbetreiber NE2/3/4 Bergen auf Rügen)
- Kevag Telekom GmbH (nördliches RLP)
- Komro (Rosenheim)
- KROPP Informations- und Elektrotechnik, Andreas Kropp (Hof)
- Marienfeld MultiMedia GmbH (NRW)
- MDCC Magdeburg-City-Com
- Medicom Dreieich (rund um Darmstadt, Frankfurt, Offenbach)
- NetAachen (Städteregion Aachen, Kreis Düren, Kreis Heinsberg)
- NetCologne (Region Köln/Bonn)
- OstTelCom (Werdau)
- pinnau.com (Pinneberg)
- R-KOM (Glasfaser Ostbayern für Neutraubling, Regensburg, Straubing)
- RFT Brandenburg/Havel
- S+K Servicekabel GmbH (Halle/Saale NE2,3,4)
- Servernetz TK UG (haftungsbeschränkt) (Lößnitz)
- SWN (Neumünster)
- SAT-Deutschland (bietet privaten Kabelanschluss)
- STG Kommunikations- und Nachrichtentechnik (Bochum)
- tel.quick (Quickborn)
- willy.tel/Thiele Kommunikationstechnik GmbH (Hamburg)
- ÜWU Mediendienste
- VSE NET (Saarland)
- wilhelm.tel (Norderstedt, Teile von Hamburg, Itzehoe, Henstedt-Ulzburg)
- WTC Wohnen und Telekommunikation Kabelnetzbetreiber im Auftrag von Wohnungsgesellschaften.

Als definitionsgemäßer Kabelnetzbetreiber im engeren Sinne sind die hier aufgeführten Anbieter nur in den Gebieten anzusehen, in denen von ihnen selbst auch eigene Kabelkopfstationen (Netzebene 2) unabhängig von den im vorstehenden Abschnitt genannten Firmen betrieben werden. Andernfalls sind sie funktional betrachtet lediglich als Dienstleister für die Netzebene 3 und Netzebene 4 tätig.
Hinzu kommen zahlreiche weitere, überwiegend jedoch recht kleine Handwerksbetriebe und Wohnungsunternehmen, die kabelnetzähnliche Hausverteilanlagen (Netzebene 4) betreiben und oft mit einem der vorgenannten Netzbetreiber zusammenarbeiten sowie einige weitere Unternehmen, die in den entsprechenden Verbänden wie ANGA Verband Deutscher Kabelnetzbetreiber oder FRK-Kabelverband organisiert sind.

### Österreich
In Österreich gibt es mehrere große Kabelanbieter sowie einige regionale Kabelnetzbetreiber. Alle großen österreichischen Kabelnetzbetreiber bieten über ihre Leitungen auch Internet und Telefonie an.
- Magenta Telekom ist der größte alternative Kabelnetzbetreiber Österreichs und entstand durch den Aufkauf von UPC Austria. Kabelnetze bestehen in der Bundeshauptstadt Wien, den Landeshauptstädten Graz, Klagenfurt und Innsbruck und in den Regionen Wien-Umgebung, Baden, Wr. Neustadt, Neunkirchen und weiteren 15 Gemeinden in Oberösterreich.
- kabelplus Niederösterreich und Burgenland gehört zur EVN AG und entstand durch Zusammenlegung von b.net und kabelsignal.[15]
- LIWEST (Oberösterreichischer Zentralraum, westliches Niederösterreich), gehört zur Linz AG
- ASAK Kabelmedien (Salzkammergut)[16]
- cablelink, Salzburg AG (Salzburg)
- Stadtwerke Judenburg AG (Obersteiermark)
- D-Light (Graz)

sowie etliche Kleinbetreiber

### Schweiz
Der mit Abstand größte Schweizer Kabelnetzbetreiber ist UPC Schweiz. Viele hundert weitere, mittlere und kleinere Unternehmen decken zusätzliche Gebiete ab. Eine Anlaufstelle um Cable Angebote zu vergleichen ist beispielsweise die Schweizer Providerliste.
- UPC Schweiz (ehemals upc Cablecom) – der größte Schweizer Kabelnetzbetreiber
- Quickline – der zweitgrößte Schweizer Kabelnetzbetreiber
- WWZ – der drittgrößte Schweizer Kabelnetzbetreiber
- Rii-Seez-Net – Kabelnetzbetreiber in der Ostschweiz
- Kabelfernsehen Bödeli AG – Regionaler Kabelnetzbetreiber im Berner Oberland mit dem Höchsten Kabelanschluss auf dem Jungfraujoch
- Thurcom[19] – Kabelnetzbetreiber in der Ostschweiz
- Digital Cable Group – Aargau, Bern, Greifensee-Pfannenstiel, Schaffhausen, Solothurn, Oberwallis

### Liechtenstein
- Lie-Comtel – der größte liechtensteinische Kabelnetzbetreiber
- TV COM AG – der Kabelnetzbetreiber für die Gemeinden Eschen/Nendeln und Mauren/Schaanwald[20]

### Belgien
- Voo – Größter belgischer Kabelnetzbetreiber in der Wallonie
- Telenet – Größter belgischer Kabelnetzbetreiber in Flandern

### Finnland
- Teleste Oyj – finnischer Kabelnetzbetreiber mit Sitz in Kaarina

### Niederlande
- VodafoneZiggo, ein joint venture von Liberty Global und Vodafone
- Delta
- Caiway
- Cai Harderwijk
- REKAM